# Mesoclemmys hogei
Espèce
Synonymes
- Phrynops hogei Mertens, 1967

Statut de conservation UICN

 CR A2bcd+4bcd : 
En danger critique
Mesoclemmys hogei est une espèce de tortue de la famille des Chelidae.

## Répartition
Cette espèce est endémique du Brésil. Elle se rencontre dans les États du Minas Gerais, d'Espírito Santo, de Rio de Janeiro et de São Paulo.

## Étymologie
Cette espèce est nommée en l'honneur d'Alphonse Richard Hoge.

## Publication originale
- Mertens, 1967 : Bemerkenswerte Süßwasserschildkröten aus Brasilien. Senckenbergiana Biologica, vol. 48, no 1, p. 71-82.